# Замаяност
Замайването е нарушение в пространственото възприятие и стабилността. Терминът замаяност е неточен и може да се отнася до световъртеж, пресинкоп, загуба на равновесие или неспецифично чувство на замаяност.

## Видове замаяност
Замайването е често срещано медицинско оплакване, засягащо около 20 – 30% от хората. То се разделя на 4 основни подтипа: световъртеж (около 25 – 50% от случаите), неравновесие (по-малко от ~ 15%), пресинкоп (по-малко от ~ 15%) и неспецифична замаяност (~ 10%).
- Световъртежът е усещане за въртене. Много хора намират световъртежа за много тревожен и често съобщават че е свързан с гадене и повръщане.[7]
- Пресинкопът представлява чувство на отслабване с усещане за предстоящо припадане, което обаче не води до пълната загуба на съзнание.
- Дисбалансивността е усещането за загуба на равновесие и най-често се характеризира с чести залитания в определена посока. Това състояние не е често свързано с гадене или повръщане.
- Неспецифичната замаяност може да има психиатричен произход.[4]

## Причини
Много състояния могат да причинят замаяност, тъй като за поддържане на равновесието са необходими множество части на тялото, включително вътрешното ухо, очите, мускулите, скелета и нервната система.
Общите физиологични причини за замаяност включват:
- Недостатъчно кръвоснабдяване на мозъка поради внезапно спадане на кръвното налягане, сърдечни проблеми или запушване на артериите.
- Загуба или изкривяване на зрението или визуалните сигнали.
- Нарушения на вътрешното ухо.
- Изкривяване на нервната (мозъчната) функция от лекарства, като антиконвулсанти и успокоителни.
- Страничен ефект от лекарства, отпускани по лекарско предписание, включително медикаменти като антиепилептични и седативни лекарства, инхибитори на протонната помпа и кумадин (варфарин).[9][10]